# Billy Ray Cyrus
William "Billy" Ray Cyrus, född 25 augusti 1961 i Flatwoods, Kentucky, är en amerikansk countrysångare och skådespelare. Hans debutalbum Some Gave All från året 1992 har sålts i nio miljoner exemplar och innehöll en av hans stora hits "Achy Breaky Heart". Cyrus har spelat in singeln "Romeo" tillsammans med Dolly Parton. Som skådespelare är han bland annat känd från TV-serien Hannah Montana, där hans dotter Miley Cyrus spelade titelkaraktären.
Cyrus har bott i Nashville, Tennessee och har en bondgård i utkanten av staden. Det var där som dottern Miley växte upp. Billy Rays adoptivson, Trace Cyrus, är sångare och gitarrist i rockbandet Metro Station.
Cyrus har även medverkat i konsertfilmen Best of Both Worlds Concert 3D, producerad av Disney Channel.

## Diskografi (urval)
Album
- 1992 – Some Gave All
- 1993 – It Won't Be the Last
- 1994 – Storm in the Heartland
- 1996 – Trail of Tears
- 1998 – Shot Full of Love
- 2000 – Southern Rain
- 2003 – Time Flies
- 2003 – The Other Side
- 2006 – Wanna Be Your Joe
- 2007 – Home at Last
- 2009 – Back to Tennessee
- 2011 – I'm American
- 2012 – Change My Mind
- 2016 – Thin Line

Singlar (topp 10 på Billboard Hot Country Songs)
- 1992 – "Achy Breaky Heart" (#1)
- 1992 – "Could've Been Me" (#2)
- 1993 – "She's Not Cryin' Anymore" (#6)
- 1993 – "In the Heart of a Woman" (#3)
- 1993 – "Somebody New" (#9)
- 1998 – "Busy Man" (#3)
- 2007 – "Ready, Set, Don't Go" (med Miley Cyrus) (#3)

## Filmografi
- 2001 – Radical Jack
- 2001–2004 Doc (TV-serie)
- 2002 – Mulholland Drive
- 2002 – Wish You Were Dead
- 2004 – Death and Texas
- 2004 – Elvis Has Left the Building
- 2008 – Bait Shop
- 2008 – Best of Both Worlds Concert
- 2009 – Flying By
- 2009 – Hannah Montana: The Movie
- 2010 – The Spy Next Door
- 2014 – Sharknado 2: The Second One